# 슨제레이구
슨제레이구(루마니아어: Sîngerei)는 몰도바 북부에 위치한 구로 행정 중심지는 슨제레이이며 면적은 1,000km2, 인구는 93,400명(2011년 기준)이다. 북쪽으로는 드로키아 구, 동쪽으로는 플로레슈티 구, 남쪽으로는 텔레네슈티 구, 남서쪽으로는 운게니 구, 서쪽으로는 펄레슈티 구, 북서쪽으로는 벌치와 접한다.